# Вільябона (Гіпускоа)
Вільябона, Вільябона-Амаса (ісп. Villabona (офіційна назва), баск. Villabona-Amasa) — муніципалітет в Іспанії, у складі автономної спільноти Країна Басків, у провінції Гіпускоа. Населення — 5783 особи (2009).
Муніципалітет розташований на відстані близько 340 км на північний схід від Мадрида, 15 км на південь від Сан-Себастьяна.
На території муніципалітету розташовані такі населені пункти: (дані про населення за 2009 рік)
- Амаса: 298 осіб
- Вільябона: 5485 осіб

## Демографія
Динаміка населення (INE ):

## Галерея зображень

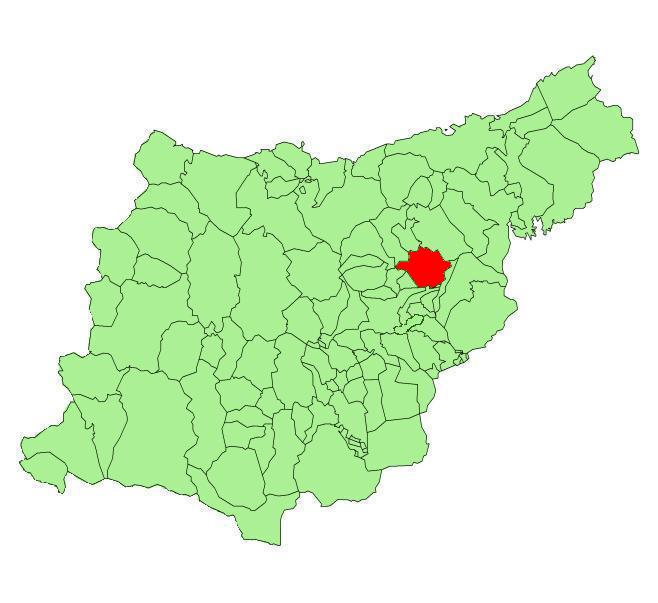
Розташування муніципалітету
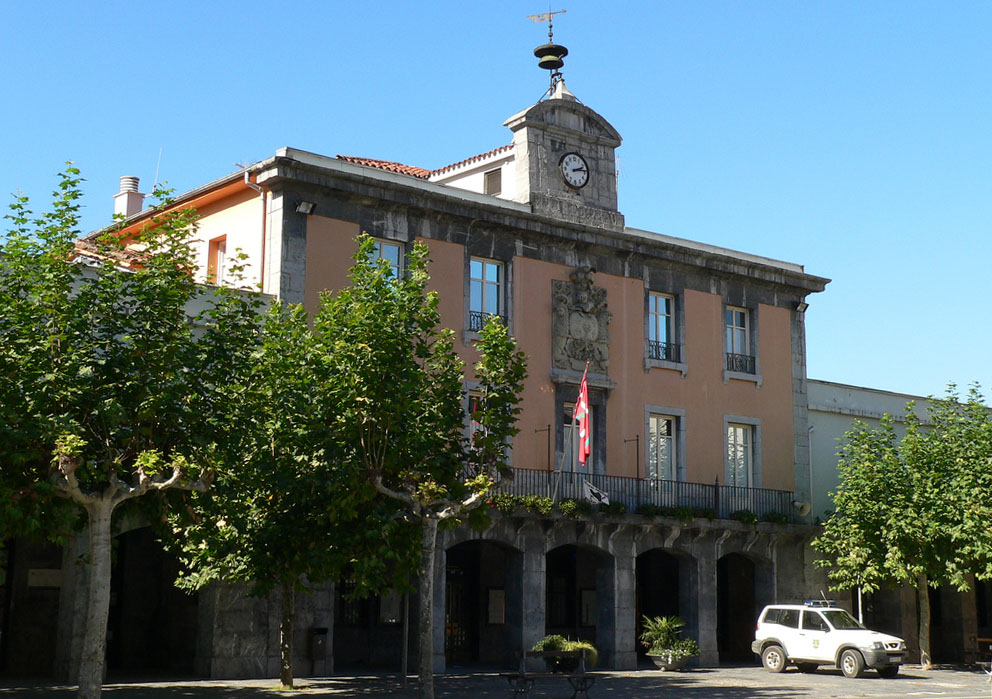
Муніципальна рада
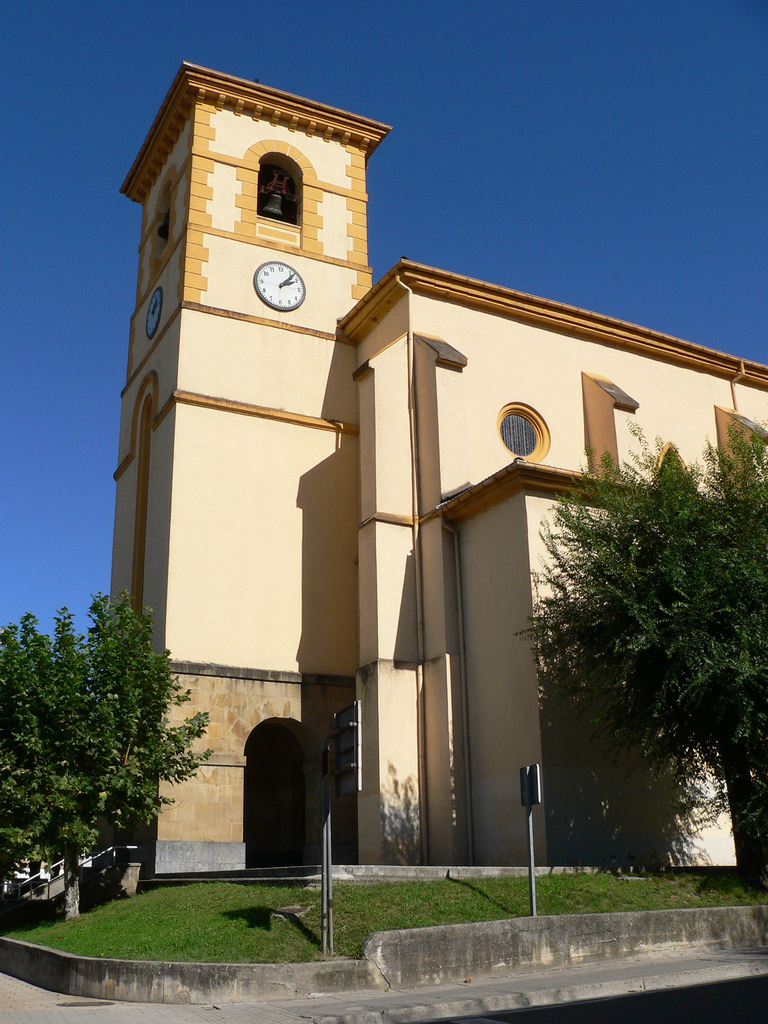
Церква Саградо-Корасон-де-Хесус